# Família Amsinck

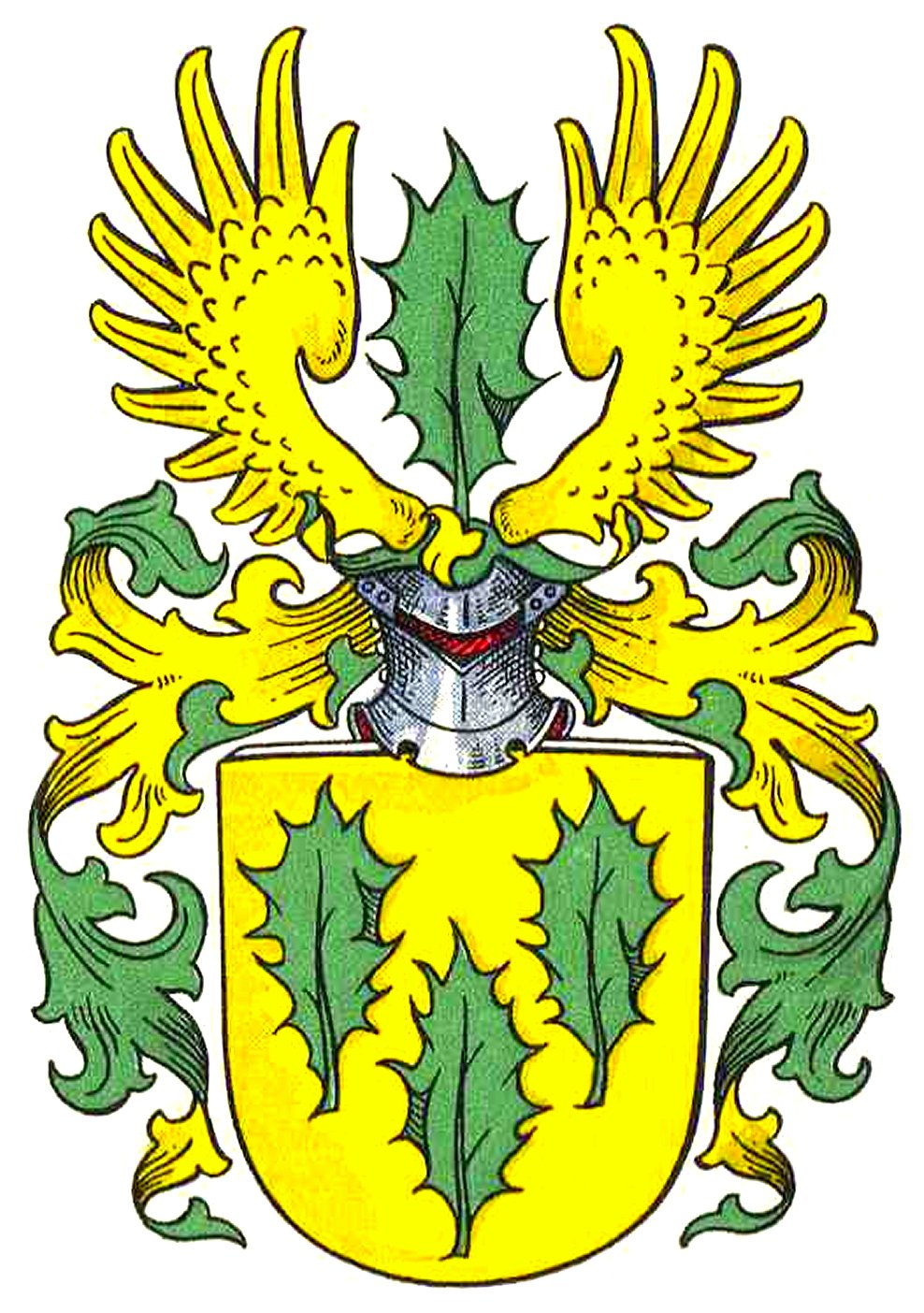
Brasão da família Amsinck

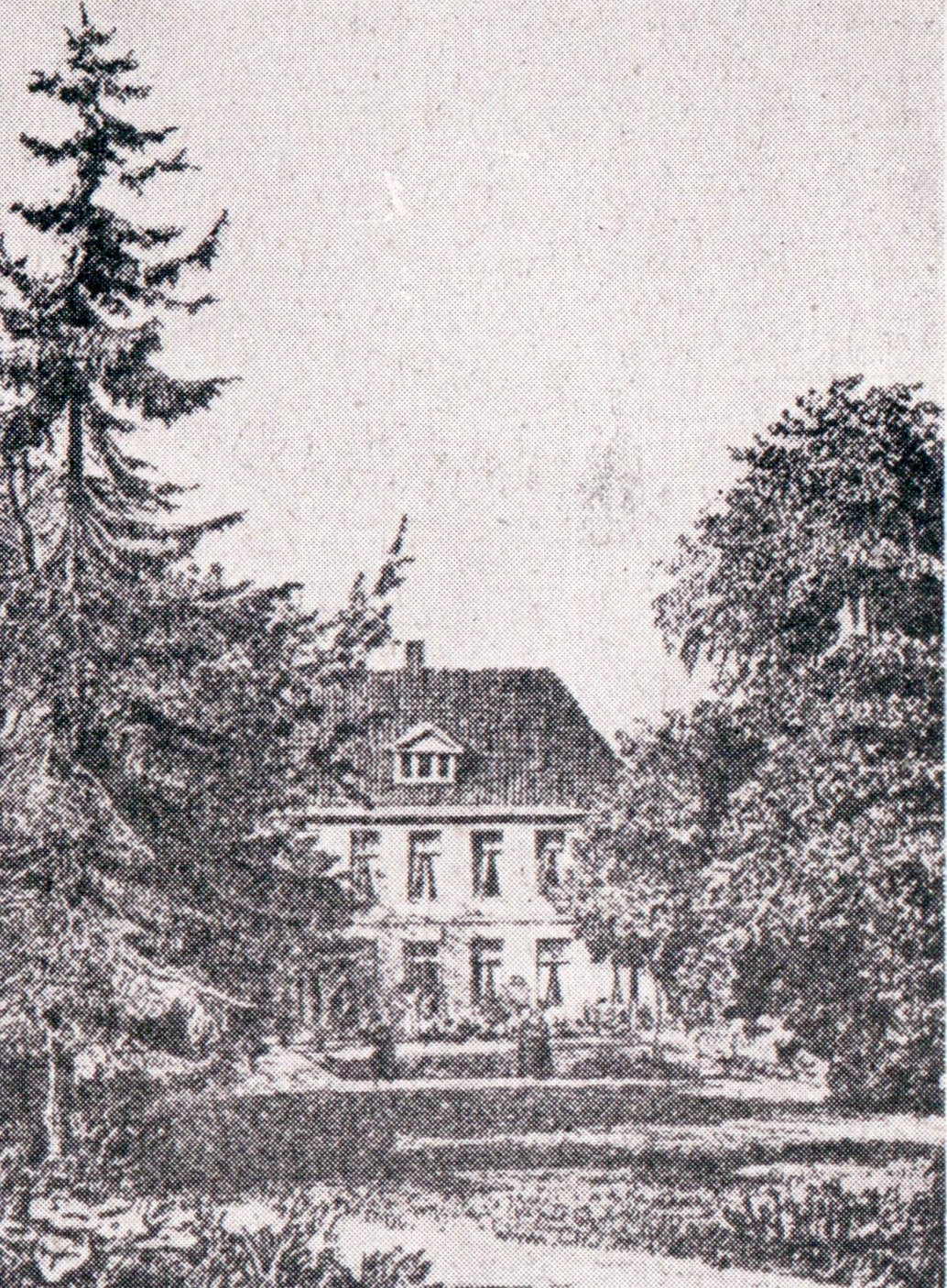
Uma casa de campo da família Amsinck em Hamburgo

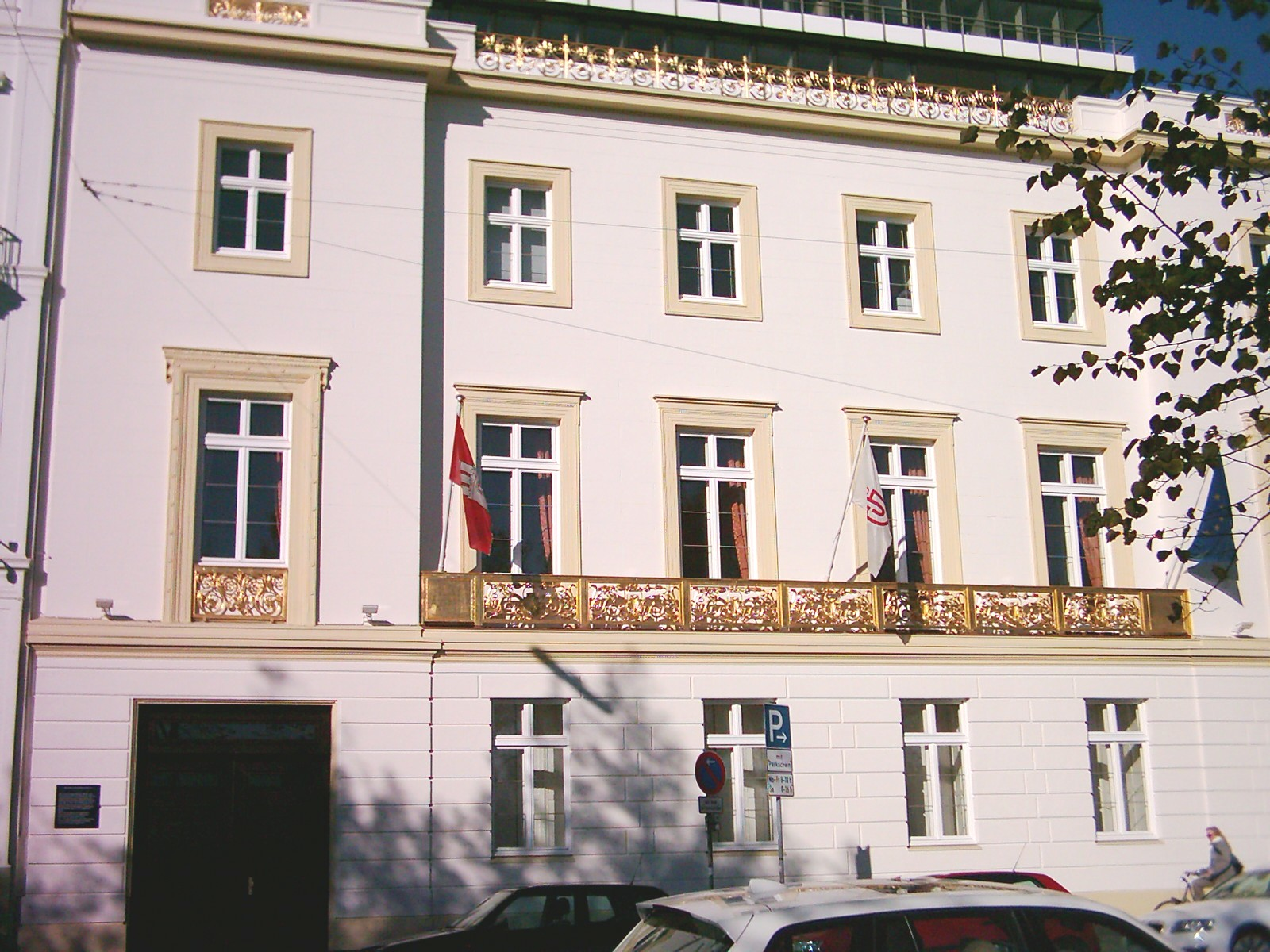
O Amsinck Palais, uma casa da cidade da família em Hamburgo no início do século XX

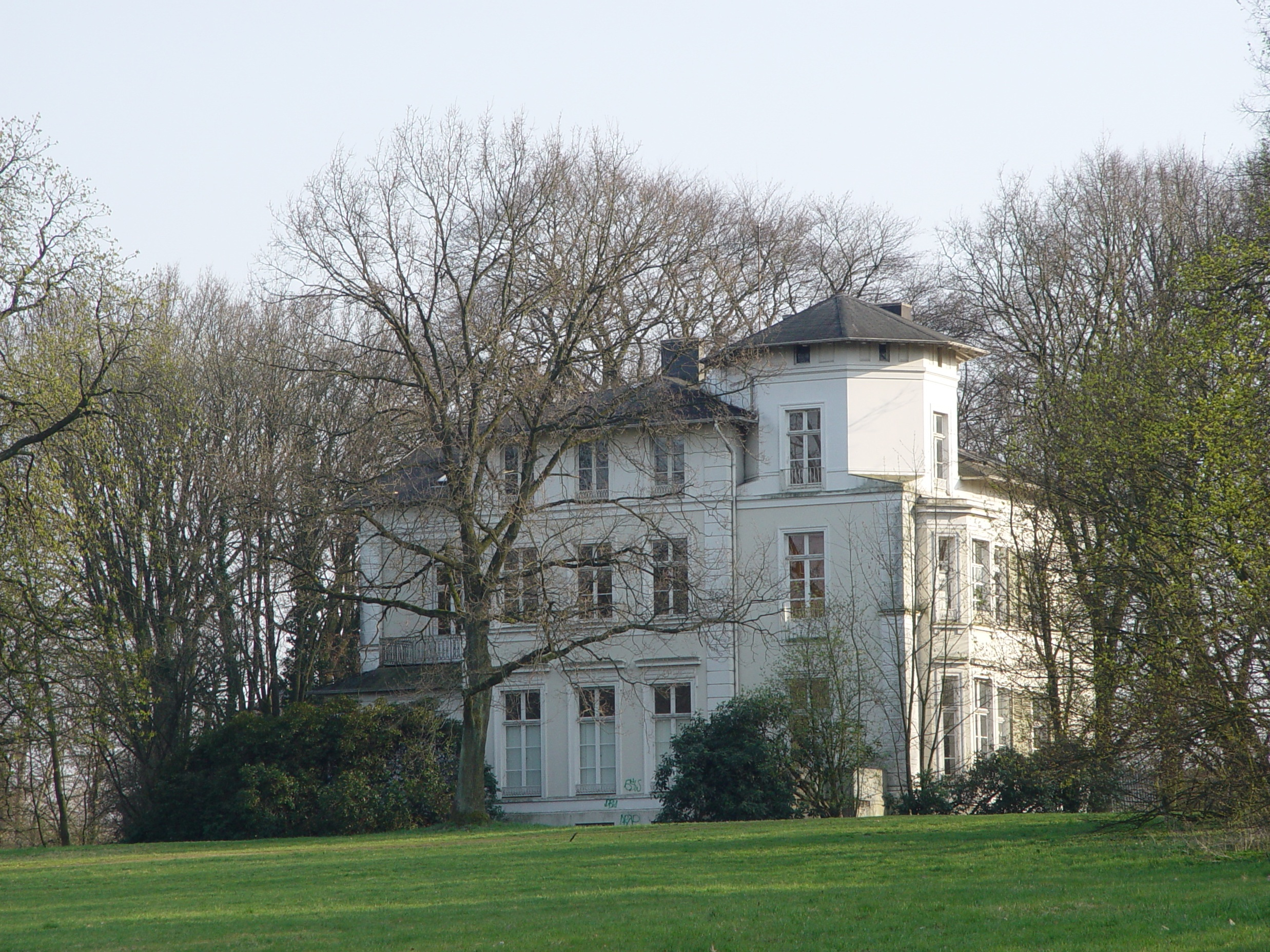
Uma vila da família Amsinck em Hamburgo

Amsinck é uma família patrícia holandesa, cujos membros eram comerciantes de destaque em vários países, incluindo Holanda, Hamburgo, Portugal, Inglaterra, França, Hannover, Holstein, Dinamarca, Suriname e Índia. Desde o século XVII, o ramo da família em Hamburgo fazia parte da classe dominante da cidade-estado, os grandes burgueses hanseáticos ou hereditários, que gozavam de privilégios legais em Hamburgo até 1918. Amsinck tem sido uma das grandes famílias de negócios de Hamburgo por muitos séculos., e seus membros alcançaram os mais altos cargos na sociedade de Hamburgo, inclusive como senadores e chefe de estado . Um ramo da família eram grandes proprietários de plantações no Suriname. A filial de Hamburgo manteve uma identidade holandesa por séculos, frequentemente casando-se com outras famílias patrícias de origem holandesa. 
A família é descendente de Johan Amsinck (nascido em 1410-1430), um hambúrguer de Oldenzaal em 1459. Seu neto Rudolph Amsinck (1518-1582 / 90) foi prefeito de Zwolle. 
O gênero de plantas com flores Amsinckia recebe o nome da família em homenagem ao chefe de estado de Hamburgo e patrono da botânica Wilhelm Amsinck (1752–1831).

## Filial de Hamburgo, com filiais em Lisboa e Londres
O filho de Rudolph Amsinck, Willem Amsinck (ca. 1542-1618), fugiu da Holanda em 1576 e veio como refugiado religioso em Hamburgo, onde se tornou um rico comerciante de tecidos. A família em Hamburgo costuma se casar com outras famílias de descendência holandesa/flamenga e está intimamente relacionada a outras famílias patrícias de Hamburgo, como os Berenbergs/Gosslers. Willem Amsinck era casado com Henrica de Rouse e eles eram pais de Rudolf Amsinck (1577-1636), que se tornou senador de Hamburgo e casado com Isabeau (Isabella) de Hertoghe (1583-1636) de Antuérpia, cuja família fazia parte das sete casas nobres do grupo patrício de Bruxelas no que é hoje a Bélgica. Seus descendentes eram comerciantes de destaque em Hamburgo, Lisboa e outras cidades européias com colônias de comerciantes holandeses, assim como em Londres. 
Paul Amsinck (1733-1812) foi embaixador dos estados hanseáticos no Tribunal de St. James's (Reino Unido; 1771-1784). Em 1802, Wilhelm Amsinck (1752-1831) tornou-se o primeiro prefeito de Hamburgo e presidente do Senado (ou seja, chefe de estado da cidade imperial livre e cidade-estado independente de fato), tendo sido eleito para o senado em 1786. Johannes Amsinck (1792-1879) ganhou uma fortuna negociando com estados sul-americanos recém-independentes no início do século XIX e esteve envolvido no estabelecimento do Vereinsbank Hamburg e da Hamburg America Line (HAPAG). Ele era casado com Emilie Gossler, filha do senador Johann Heinrich Gossler. Ele foi pai de Martin Garlieb Amsinck (1831-1905), um dos principais armadores de Hamburgo. Os membros da família também eram grandes proprietários de terras em Holstein. 
Os Amsincks eram uma das famílias hanseáticas mais antigas, mais prósperas e mais respeitadas de Hamburgo; um casamento com um Amsinck ou um Berenberg / Gossler poderia promover muito a posição social de alguém nos séculos 18 e 19, como foi o caso do chefe de estado de Hamburgo, Max Predöhl.
A família Hamburg Amsinck perdeu a maior parte de sua fortuna durante a hiperinflação na República de Weimar.
Em Hamburgo, o parque de Amsinck e a estrada principal de Amsinckstraße são nomeados para a família. Muitos membros da família estão enterrados no Antigo Cemitério de Niendorf. No Suriname, alguns ex-escravos adotaram o sobrenome Amsinck ou Amzink após seus antigos senhores após a emancipação. O nome Amzink ainda é usado por vários negros do Suriname. 

## Galeria

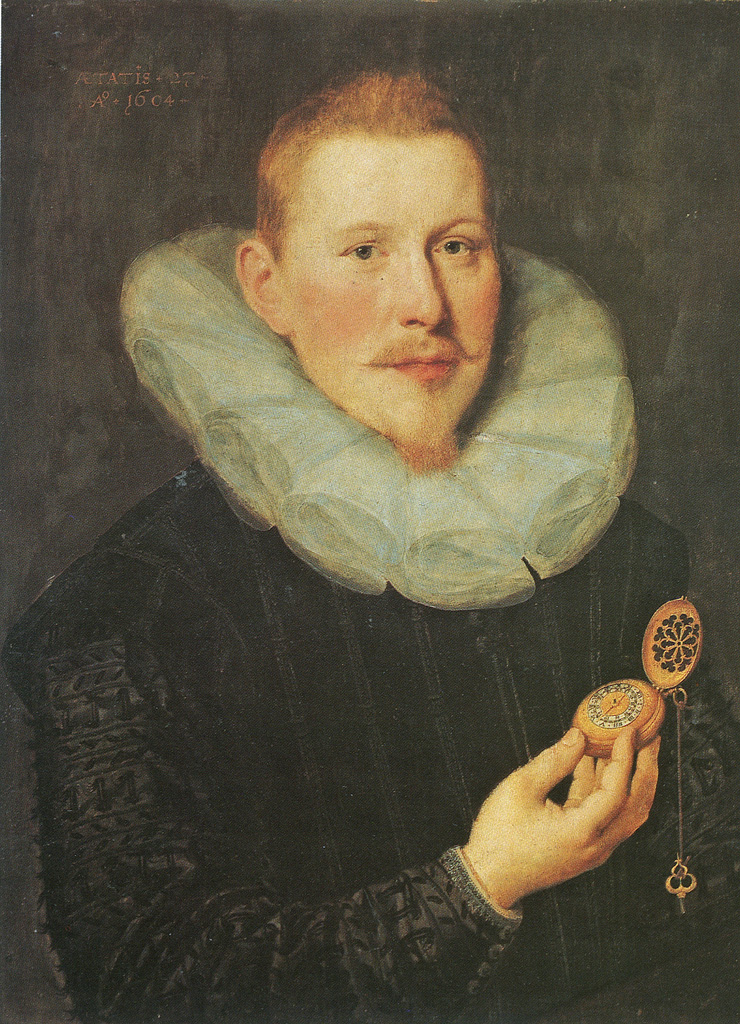
Rudolf Amsinck (1577-1636), senador e comerciante de Hamburgo (esta e a seguinte pintura de David Kindt)
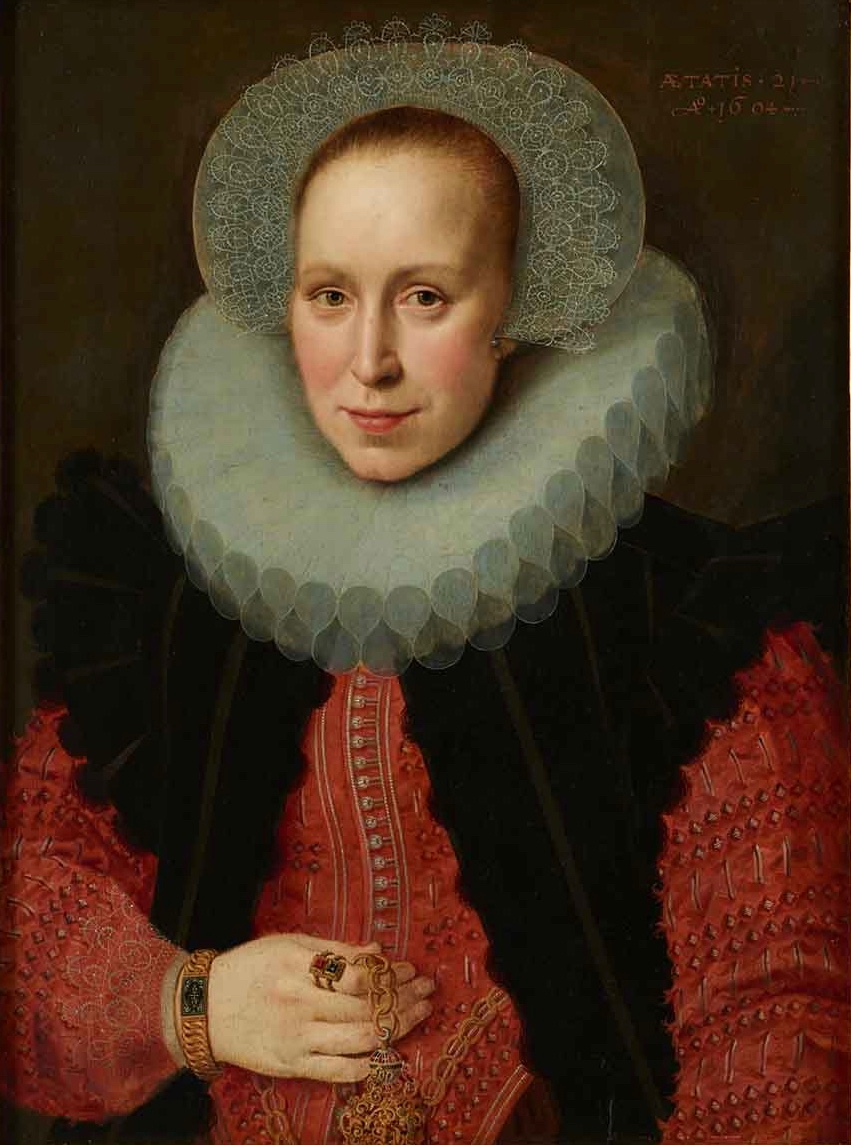
Isabeau (Isabella) Amsinck, née de Hertoghe (1583-1636), membro do grupo patrício das Sete casas nobres de Bruxelas
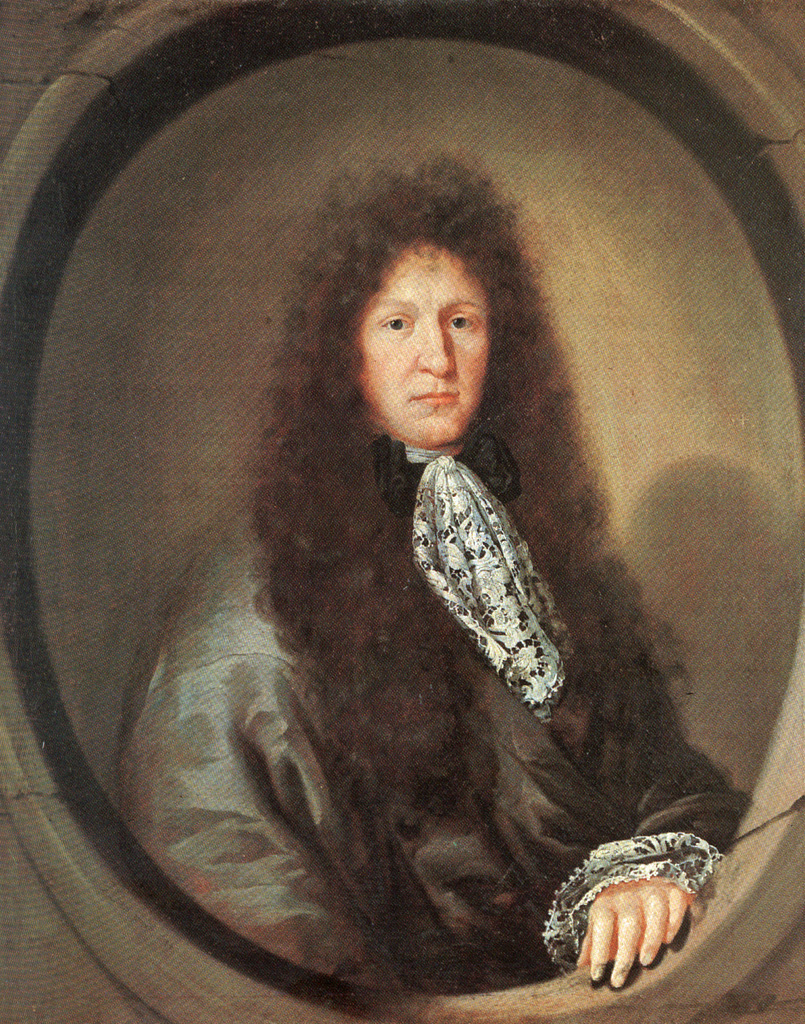
Advogado de Hamburgo, Zimbert Amsinck (1650-1696). Ele foi nomeado pelo seu avô Zimbert Jenisch.
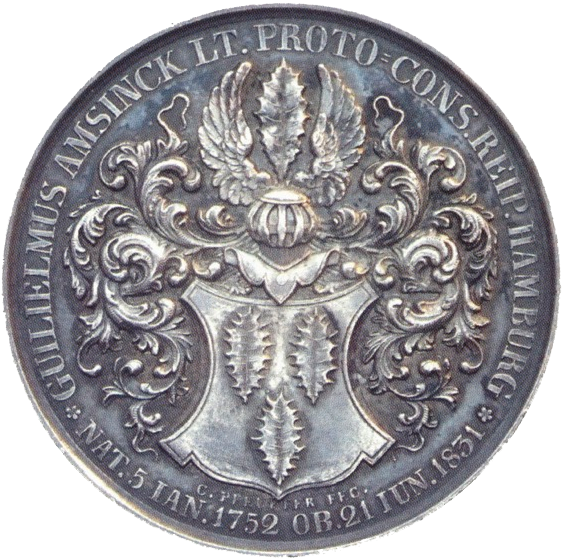
Moeda memorável de Hamburgo com brasão de Amsinck
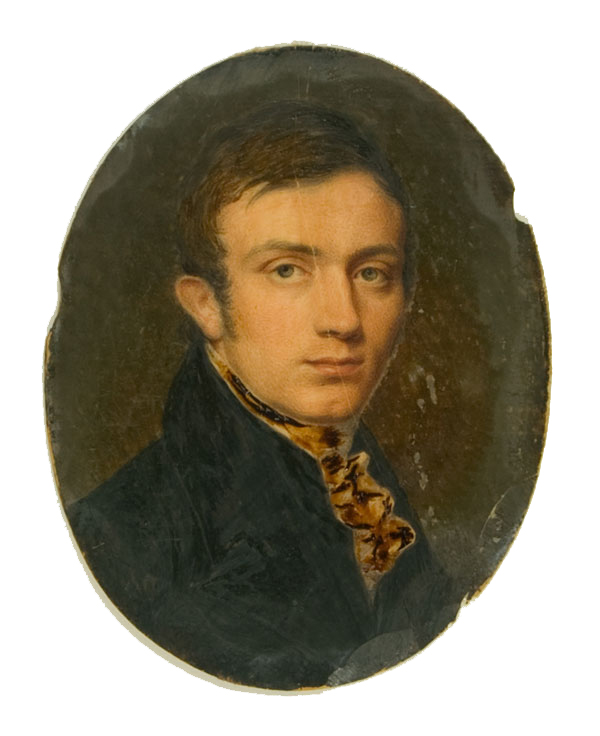
Johannes Amsinck (1792-1879), que ganhou uma fortuna negociando com novos estados sul-americanos independentes
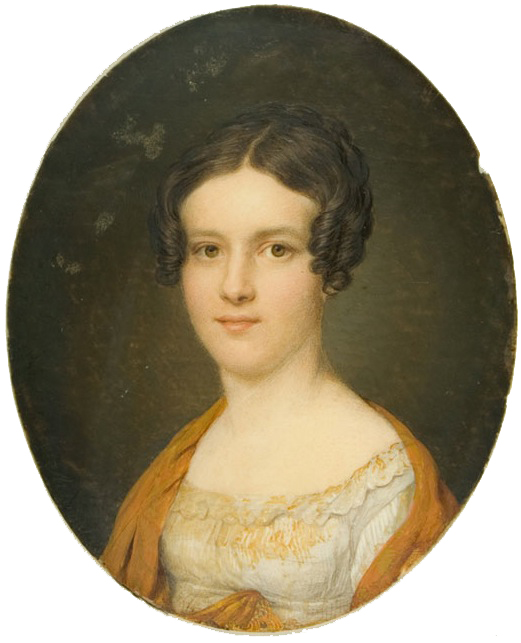
Emilie Amsinck, née Gossler (1799–1875)
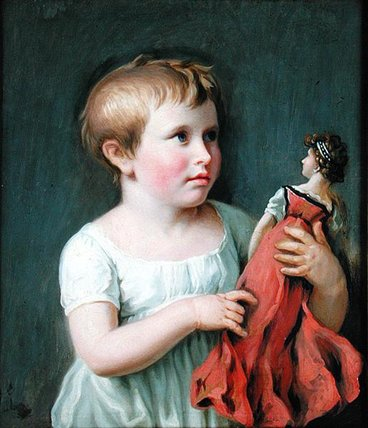
Retrato infantil de Cornelia Wilhelmine Amsinck (1800–61), futura esposa do chefe de estado de Hamburgo Johann Ludwig Dammert, pintado por Johann Heinrich Wilhelm Tischbein

## Filial de Amsterdã, com filiais no Suriname e na Índia

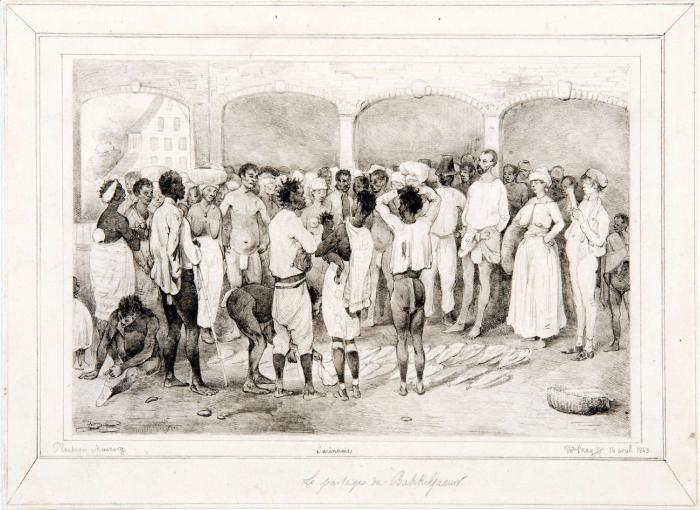
A plantação de Meerzorg no Suriname pertence aos descendentes de Paul Amsinck em 1843

O ramo holandês da família era dono de plantações na colônia holandesa do Suriname ; a família construiu a plantação de Meerzorg - uma das primeiras e maiores plantações de café - no final do século XVII e a possuiu até meados do século XIX. Cornelius Amsinck estabeleceu-se na Índia por volta de 1650. 